# Cremnops caribensis
Cremnops caribensis är en stekelart som beskrevs av Berta 1998. Cremnops caribensis ingår i släktet Cremnops och familjen bracksteklar. Inga underarter finns listade i Catalogue of Life.